# Бобошко Віра Юріївна
Ві́ра Ю́ріївна Бобо́шко (7 травня 1993) — українська спортсменка-паверліфтерка.
Станом на травень 2015 року — студентка 5 курсу, Прикарпатський національний університет імені Василя Стефаника.

## Спортивні досягнення
- травнем 2012 року у чеському місті Пльзень на Чемпіонаті світу здобула бронзову нагороду,
- в травні 2014-го на чемпіонаті Європи з пауерліфтингу (Софія, Болгарія) здобула бронзову медаль, вагова категоря до 63 кг, присідання — 185 кг, жим лежачи — 117,5 кг, станова тяга — 177,5 кг,
- в квітні 2015 року на чемпіонаті Європи (Угорщина), виборола 2 місце у загальному заліку, зайнявши 1 місце у присіданні та 2 місце у становій тязі, набрала у сумі 482,5 кг.